# Tybetka

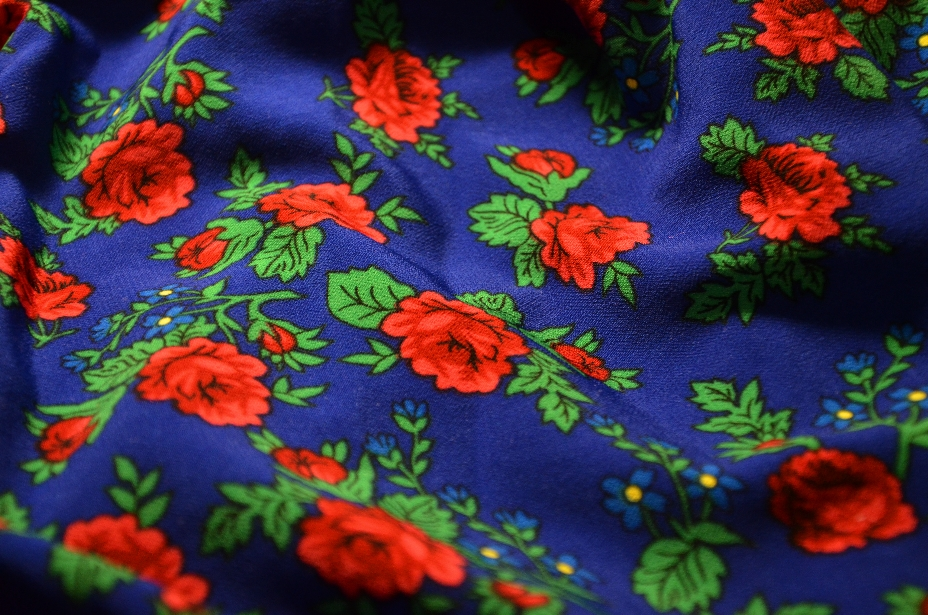
Wzór na spódnicy tybetkowej

Tybetka – nazwa elementu odzieży wykonanego z cienkiej tkaniny z wełny czesankowej owiec lub kóz tybetańskich (tzw. tybetu), drukowanej w motywy kwiatowo-roślinne, głównie zróżnicowane układy stylizowanych kwiatów. 

## Zastosowanie
Spódnice
Tybet, wprowadzony na przełomie XIX i XX wieku, przyjął się w ludowym stroju góralskim jako typowy materiał na spódnice. 
Chusty nagłowne i naramienne

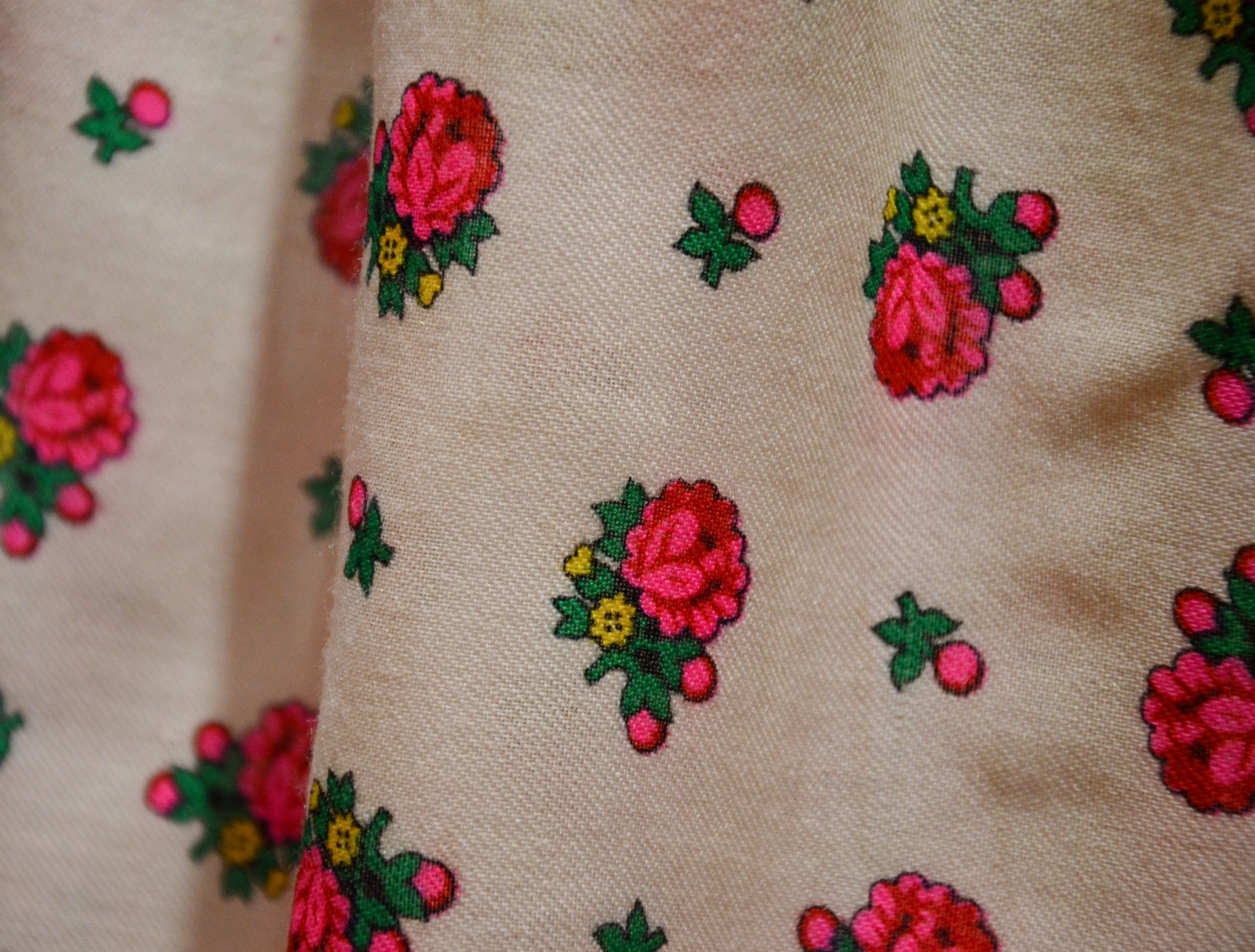
Splot tkaniny tybetowej

- w stroju góralskim: najczęściej o tle białym, czerwonym, zielonym, żółtym i czarnym, drukowane w kwiaty lub geometryczne, orientalne wzory, o wymiarach 75 × 75 cm; w wersji paradniejszej ozdabiane skrajem siateczką i frędzlami[1]
- w stroju śląskim kwadratowe, o rozmiarach ok. 160 x 170 cm, z czarnym lub kremowym tłem, w duże bukiety czerwonych róż i liści w bordiurze, bądź na całej powierzchni, wykończone frędzlami. Produkcji fabrycznej. składane po przekątnej i zarzucane na ramiona, noszone w lecie w niektórych rejonach Śląska[2].